# Prêmio Extra de Televisão
O Prêmio Extra de Televisão foi uma premiação brasileira realizada entre 1998 a 2018 pelo jornal carioca Extra, premiando os melhores da televisão brasileira.

## Vencedores e indicados

### 2004
O Prêmio Extra de Televisão de 2004 foi a 7ª edição do prêmio realizado pela revista Extra, premiando os melhores daquele ano.
| Melhor Novela | Melhor Série |
| --- | --- |
| - Celebridade - (Gilberto Braga) - Cabocla - Da Cor do Pecado - Senhora do Destino                                                                           | - Carga Pesada - (TV Globo) - A Grande Família - (TV Globo) - A Diarista - (TV Globo) - Sob Nova Direção - (TV Globo)                        |
| Melhor Atriz | Melhor Ator |
| - Susana Vieira - (Senhora do Destino) - Carolina Dieckmann - (Senhora do Destino) - Renata Sorrah - (Senhora do Destino) - Taís Araújo - (Da Cor do Pecado) | - Tony Ramos - (Cabocla) - Dan Stulbach - (Senhora do Destino) - José Wilker - (Senhora do Destino) - Marcello Antony - (Senhora do Destino) |
| Melhor Revelação | Melhor Programa de Auditório |
| - Vanessa Giácomo - (Cabocla) - Guilherme Berenguer - (Malhação) - Marjorie Estiano - (Malhação) - Dira Paes - (A Diarista)                                  | - Caldeirão do Huck - (TV Globo) - Domingão do Faustão - (TV Globo) - Programa do Jô - (TV Globo) - Vídeo Game - (TV Globo)                  |
| Melhor Humorista | |
| - Claudia Rodrigues - (A Diarista) - Ingrid Guimarães - (Sob Nova Direção) - Heloísa Périssé - (Sob Nova Direção) - Tom Cavalcante - (Show do Tom)           | |

### 2005
O Prêmio Extra de Televisão de 2005 foi a 8ª edição do prêmio realizado pela revista Extra, premiando os melhores daquele ano.
| Melhor Novela | Melhor Série |
| --- | --- |
| - América - (Gloria Perez) - A Escrava Isaura - Tiago Santiago - A Lua Me Disse - Miguel Falabella - Alma Gêmea - Walcyr Carrasco   | - A Grande Família - (TV Globo) - Carga Pesada - (TV Globo) - A Diarista - (TV Globo) - Sob Nova Direção - (TV Globo)          |
| Melhor Atriz | Melhor Ator |
| - Eliane Giardini - (América) - Deborah Secco - (América) - Flávia Alessandra - (Alma Gêmea) - Patrícia França - (A Escrava Isaura) | - Murilo Rosa - (América) - Caco Ciocler - (América) - Eduardo Moscovis - (Alma Gêmea) - Leopoldo Pacheco - (A Escrava Isaura) |
| Melhor Revelação | Melhor Ator/Atriz Mirim |
| - Cléo Pires - (América) - Aílton Graça - (América) - Bianca Rinaldi - (A Escrava Isaura) - Monique Alfradique - (A Lua Me Disse)   | - Bruna Marquezine - (América) - Matheus Costa - (América) - David Lucas - (Alma Gêmea) - Daniel Torres - (A Lua Me Disse)     |
| Melhor Apresentador | Melhor Programa de Auditório                                                                                                   |
| - Fausto Silva - Jô Soares - Luciano Huck - Xuxa                                                                                    | - Caldeirão do Huck - (TV Globo) - Domingão do Faustão - (TV Globo) - Programa do Jô - (TV Globo) - Vídeo Game - (TV Globo)    |

### 2006
O Prêmio Extra de Televisão de 2006 foi a 9ª edição do prêmio realizado pela revista Extra, premiando os melhores daquele ano.
| Melhor Novela | Melhor Programa |
| --- | --- |
| - Páginas da Vida - (Manoel Carlos) - Belíssima - (Sílvio de Abreu) - Floribella - (Patrícia Moretzsohn) - Prova de Amor - (Tiago Santiago) - Sinhá Moça - (Benedito Ruy Barbosa)                           | - Big Brother Brasil 6 - Caldeirão do Huck - Domingão do Faustão - Programa do Jô - Vídeo Show |
| Melhor Atriz | Melhor Ator |
| - Lília Cabral - (Páginas da Vida) - Ana Paula Arósio - (Páginas da Vida) - Débora Falabella - (Sinhá Moça) - Fernanda Montenegro - (Belíssima) - Lavinia Vlasak - (Prova de Amor)                          | - Lázaro Ramos - (Cobras & Lagartos) - Daniel de Oliveira- (Cobras & Lagartos) - Danton Mello - (Sinhá Moça) - Henri Castelli - (Cobras & Lagartos) - Marcos Caruso - (Páginas da Vida)                                                            |
| Melhor Ator/Atriz Infantil | Melhor Revelação |
| - Joana Mocarzel - (Páginas da Vida) - Gabriel Kaufmann - (Páginas da Vida) - Marina Ruy Barbosa - (Belíssima) - Isabelle Drummond - (Sítio do Picapau Amarelo) - Amanda Diniz - (Sítio do Picapau Amarelo) | - Fernanda Vasconcellos - (Páginas da Vida) - Bianca Comparato - (Belíssima) - Gabriel Wainer - (Malhação) - Luiza Valdetaro - (Malhação) - Paolla Oliveira - (Belíssima)                                                                          |
| Melhor Figurino | Melhor Maquiagem |
| - A Grande Família - Antônia - (TV Globo) - Carga Pesada - (TV Globo) - A Diarista - (TV Globo) - Sob Nova Direção - (TV Globo)                                                                             | - "Se Quiser" – Tânia Mara (Páginas da Vida) - "One Last Cry" - Marina Elali (Páginas da Vida) - "Ai, Ai, Ai..." - Vanessa da Mata (Belíssima) - "Então Me Diz" - Simone (Belíssima) - "Quando a Chuva Passar" - Ivete Sangalo (Cobras & Lagartos) |
| Melhor Série | Melhor Tema de Novela |
| - Belíssima | - Fernando Torquato - (Belíssima) |
| Melhor Programa de Auditório | Melhor Apresentador |
| - Caldeirão do Huck | - Luciano Huck |

### 2007
O Prêmio Extra de Televisão de 2007 foi a 10ª edição do prêmio realizado pela revista Extra, premiando os melhores daquele ano.
| Melhor Novela | Melhor Série |
| --- | --- |
| - Paraíso Tropical - (Gilberto Braga) - Caminhos do Coração - (Tiago Santiago) - Cobras & Lagartos - (João Emanuel Carneiro) - O Profeta - (Thelma Guedes e Duca Rachid) - Vidas Opostas - (Marcílio Moraes) | - A Grande Família - A Diarista - Sob Nova Direção - Carga Pesada - Toma Lá, Dá Cá                                                                                           |
| Melhor Atriz | Melhor Ator |
| - Camila Pitanga - (Paraíso Tropical) - Alessandra Negrini - (Paraíso Tropical) - Carol Castro - (O Profeta) - Lucinha Lins - (Vidas Opostas) - Juliana Paes - (Pé na Jaca)                                  | - Wagner Moura - (Paraíso Tropical) - Heitor Martinez - (Vidas Opostas) - Marcelo Serrado - (Vidas Opostas) - Tony Ramos - (Paraíso Tropical) - Thiago Fragoso - (O Profeta) |
| Melhor Atriz Revelação | Melhor Ator Revelação |
| - Samantha Schmutz - (Zorra Total) - Alessandra Maestrini - (Toma Lá, Dá Cá) - Guilhermina Guinle - (Paraíso Tropical) - Letícia Colin - (Luz do Sol) - Patrícia Werneck - (Paraíso Tropical)                | - Gustavo Leão - (Paraíso Tropical) - Léo Rosa - (Vidas Opostas) - Ricardo Tozzi - (Pé na Jaca) - Thiago Gagliasso - (Luz do Sol) - Wagner Moura - (Paraíso Tropical)        |
| Melhor Ator/Atriz Mirim | Melhor Tema Musical |
| - Vitor Novello - (Paraíso Tropical) - Cássio Ramos - (Caminhos do Coração) - Letícia Medina - (Caminhos do Coração) - Miguel Rômulo - (Pé na Jaca) - Pedro Malta - (Vidas Opostas)                          | - "Cabide" - (Mart'nália - Paraíso Tropical) |
| Melhor Programa | Melhor Programa de Auditório |
| - Video Show - (TV Globo) | - Caldeirão do Huck - (TV Globo) |
| Melhor Maquiagem | Melhor Figurino |
| - Fernando Torquato - (Paraíso Tropical) | - Paraíso Tropical - (TV Globo) |
| Melhor Apresentador | |
| - Luciano Huck - (Caldeirão do Huck) | |

### 2008
O Prêmio Extra de Televisão de 2008 foi a 11ª edição do prêmio realizado pela revista Extra, premiando os melhores daquele ano.
| Melhor Novela | Melhor Série |
| --- | --- |
| - A Favorita - (TV Globo) - Amor e Intrigas - (Record) - Chamas da Vida - (Record) - Ciranda de Pedra - (TV Globo) - Beleza Pura - (TV Globo)                                | - Toma Lá, Dá Cá - (TV Globo) - A Grande Família - (TV Globo) - Ó Paí, Ó - (TV Globo) - Casos e Acasos - (TV Globo) - Faça Sua História - (TV Globo)                         |
| Melhor Atriz | Melhor Ator |
| - Patrícia Pillar - (A Favorita) - Alinne Moraes - (Duas Caras) - Ana Paula Arósio - (Ciranda de Pedra) - Claudia Raia - (A Favorita) - Renata Dominguez - (Amor e Intrigas) | - Antonio Fagundes - (Duas Caras) - Daniel Dantas - (Ciranda de Pedra) - Murilo Benício - (A Favorita) - Edson Celulari - (Beleza Pura) - Leonardo Brício - (Chamas da Vida) |
| Melhor Atriz Coadjuvante | Melhor Ator Coadjuvante |
| - Isis Valverde - (Beleza Pura) - Andreia Horta - (Chamas da Vida) - Lília Cabral - (A Favorita) - Deborah Secco - (A Favorita) - Glória Menezes - (A Favorita)              | - Cauã Reymond - (A Favorita) - Ary Fontoura - (A Favorita) - Dudu Azevedo - (Duas Caras) - Lázaro Ramos - (Duas Caras) - Thiago Rodrigues - (A Favorita)                    |
| Melhor Atriz Revelação | Melhor Ator Revelação |
| - Katiuscia Canoro - (Zorra Total) - Clarice Falcão - (A Favorita) - Nathalia Dill - (Malhação) - Mariana Rios - (Malhação) - Julianne Trevisol - (Os Mutantes)              | - Thiago Mendonça - (Duas Caras) - Caio Castro - (Malhação) - Miguel Rômulo - (A Favorita) - Otaviano Costa - (Amor e Intrigas) - Rafael Cardoso - (Beleza Pura)             |
| Melhor Ator/Atriz Mirim | Melhor Tema Musical |
| - Eduardo Melo - (A Favorita) - Amanda Azevedo - (Sete Pecados) - Júlia Maggessi - (Os Mutantes) - Marina Ruy Barbosa - (Sete Pecados) - Pedro Malta - (Os Mutantes)         | - "Amado" - (Vanessa da Mata - A Favorita) |
| Melhor Programa | Melhor Programa de Auditório |
| - Profissão Repórter - (TV Globo) | - Caldeirão do Huck - (TV Globo) |
| Melhor Apresentador | Melhor Apresentadora |
| - Luciano Huck - (Caldeirão do Huck) | - Ana Maria Braga - (Mais Você) |
| Melhor Maquiagem | Melhor Figurino |
| - Os Mutantes: Caminhos do Coração - (Tiago Santiago) | - Ciranda de Pedra - (Alcides Nogueira) |
| Melhor Humorístico | |
| - A Grande Família - (Oduvaldo Vianna Filho) | |

### 2009
O Prêmio Extra de Televisão de 2009 foi a 12ª edição do prêmio realizado pela revista Extra, premiando os melhores daquele ano.
| Melhor Novela | Melhor Série |
| --- | --- |
| - Caminho das Índias - (Gloria Perez) - Bela, a Feia - (Gisele Joras) - Caras & Bocas - (Walcyr Carrasco) - Paraíso - (Edmara Barbosa) - Poder Paralelo - (Lauro César Muniz) - Três Irmãs - (Antônio Calmon)                                                  | - Maysa: Quando Fala o Coração - (Manoel Carlos) - A Lei e o Crime - (Marcílio Moraes) - Decamerão - A Comédia do Sexo - (Jorge Furtado) - Força-Tarefa - (Fernando Bonassi e Marçal Aquino) - Som & Fúria - (Fernando Meirelles) - Tudo Novo de Novo - (Lícia Manzo e Maria Adelaide Amaral)                                                      |
| Melhor Atriz | Melhor Ator |
| - Letícia Sabatella - (Caminho das Índias) - Flávia Alessandra - (Caras & Bocas) - Grazi Massafera - (Negócio da China) - Juliana Paes - (Caminho das Índias) - Nathalia Dill - (Paraíso) - Paloma Duarte - (Poder Paralelo)                                   | - Rodrigo Lombardi - (Caminho das Índias) - Ângelo Paes Leme - (A Lei e o Crime) - Eriberto Leão - (Paraíso) - Felipe Camargo - (Som & Fúria) - Marcelo Serrado - (Poder Paralelo) - Tony Ramos - (Caminho das Índias) |
| Melhor Atriz Coadjuvante | Melhor Ator Coadjuvante |
| - Dira Paes - (Caminho das Índias) - Ana Beatriz Nogueira - (Caminho das Índias) - Bárbara Borges - (Bela, a Feia) - Cleo Pires - (Caminho das Índias) - Isabelle Drummond - (Caras & Bocas) - Laura Cardoso - (Caminho das Índias)                            | - Bruno Gagliasso - (Caminho das Índias) - Alexandre Nero - (Paraíso) - Antonio Calloni - (Caminho das Índias) - Elias Gleizer - (Caminho das Índias) - Fábio Lago - (Caras & Bocas) - Petrônio Gontijo - (Poder Paralelo) |
| Melhor Revelação | Melhor Tema Musical |
| - Marco Pigossi - (Caras & Bocas) - Daniel - (Paraíso) - Fabiula Nascimento - (Força-Tarefa) - Larissa Maciel - (Maysa: Quando Fala o Coração) - Mateus Solano - (Maysa: Quando Fala o Coração) - Priscila Marinho - (Caminho das Índias)                      | - "Você Não Vale Nada", Calcinha Preta - (Caminho das Índias) - "Bem ou Mal", NX Zero - (Malhação) - "Deus e Eu no Sertão", Victor & Léo - (Paraíso) - "Malandro é malandro, mané é mané", Diogo Nogueira - (Caminho das Índias) - "Meu Sonho", Paralamas do Sucesso - (Caras & Bocas) - "Uma Prova de Amor, Zeca Pagodinho - (Caminho das Índias) |
| Melhor Programa | Melhor Apresentador |
| - Caldeirão do Huck - (TV Globo) - Domingão do Faustão - (TV Globo) - Fantástico - (TV Globo) - Hoje em Dia - (Record) - Mais Você - (TV Globo) - Video Show - (TV Globo)                                                                                      | - Luciano Huck - (Caldeirão do Huck) - Ana Hickmann - (Tudo é Possivel) - Ana Maria Braga - (Mais Você) - Patricia Poeta - (Fantástico) - Pedro Bial - (Big Brother Brasil 9) - Rodrigo Faro - (O Melhor do Brasil) |
| Melhor Humorístico | Melhor Reality Show |
| - Custe o Que Custar - (Rede Bandeirantes) - A Grande Família - (TV Globo) - Casseta & Planeta, Urgente! - (TV Globo) - Pânico na TV - (Rede TV!) - Show do Tom - (Record) - Zorra Total - (TV Globo)                                                          | - Big Brother Brasil 9 - (TV Globo) - A Fazenda 2 - (Record) - Esquadrão da Moda - (SBT) - Ídolos - (Record) - O Aprendiz - (Record) - Troca de Família - (Record) |
| Melhor Maquiagem | Melhor Figurino |
| - Marlene Moura e Rubens Liborio - (Caminho das Índias) - Fernando Torquatto - (Maysa: Quando Fala o Coração) - Isabel Arbizú - (Zorra Total) - Marcio Farache - (Bela, a Feia) - Neuma Caldas - (Casseta & Planeta, Urgente!) - Suzy Germando - (Show do Tom) | - Emilia Duncan - (Caminho das Índias) - Cao Albuquerque - (A Grande Família) - Mariana Baffa - (Bela, a Feia) - Marília Carneiro - (Caras & Bocas) - Marília Carneiro - (Maysa: Quando Fala o Coração) - Rô Cortinhas - (Decamerão - A Comédia do Sexo)                                                                                           |

### 2010
O Prêmio Extra de Televisão de 2010 foi a 13ª edição do prêmio realizado pela revista Extra, que aconteceu no dia 7 de dezembro no Vivo Rio, premiando os melhores daquele ano. O evento foi apresentado por Miguel Falabella e Lilia Cabral.
| Melhor Novela ou Minissérie | Melhor Reality Show |
| --- | --- |
| - Passione - (Sílvio de Abreu) - Ti Ti Ti - (Maria Adelaide Amaral) - Viver a Vida - (Manoel Carlos) - Escrito nas Estrelas - (Elizabeth Jhin) - Cama de Gato - (Duca Rachid e Thelma Guedes) - Ribeirão do Tempo - (Marcílio Moraes) | - Big Brother Brasil 10 - (TV Globo) - A Fazenda 3 - (Record) - Ídolos - (Record) - Hipertensão X - (TV Globo) - Aprendiz Universitário - (Record) - Esquadrão da Moda - (SBT) |
| Melhor Atriz | Melhor Ator |
| - Nathalia Dill - (Escrito nas Estrelas) - Alinne Moraes - (Viver a Vida) - Claudia Raia - (Ti Ti Ti) - Mariana Ximenes - (Passione) - Adriana Esteves - (Dalva e Herivelto: uma Canção de Amor) - Paolla Oliveira - (Cama de Gato)   | - Murilo Benício - (Ti Ti Ti) - Ângelo Paes Leme - (Ribeirão do Tempo) - Mateus Solano - (Viver a Vida) - Alexandre Borges - (Ti Ti Ti) - Tony Ramos - (Passione) - Alexandre Nero - (Escrito nas Estrelas)                                                                                |
| Melhor Atriz Coadjuvante | Melhor Ator Coadjuvante |
| - Giovanna Antonelli - (Viver a Vida) - Débora Falabella - (Escrito nas Estrelas) - Zezé Polessa - (Escrito nas Estrelas) - Cleyde Yáconis - (Passione) - Gabriela Duarte - (Passione) - Irene Ravache - (Passione)                   | - Cauã Reymond - (Passione) - Rodrigo Lopez - (Ti Ti Ti) - Marcello Airoldi - (Viver a Vida) - Kiko Mascarenhas - (Separação?!) - Daniel Boaventura - (Cama de Gato) - Werner Schünemann - (Passione)                                                                                      |
| Melhor Revelação | Melhor Tema Musical |
| - Klara Castanho - (Viver a Vida) - Mario José Paz - (Viver a Vida) - Fiuk - (Malhação ID) - Adriana Birolli - (Viver a Vida) - Jayme Matarazzo - (Escrito nas Estrelas) - Mayana Moura - (Passione)                                  | - "Shimbalaiê", Maria Gadú - (Viver a Vida) - "Fogo e Gasolina", Lenine e Roberta Sá - (Passione) - "Quem Sou Eu", Hori - (Malhação ID) - "Quando a Chuva Passar", Paula Fernandes - (Escrito nas Estrelas) - "Ti Ti Ti", Rita Lee - (Ti Ti Ti) - "Só Você (canção)", Hori - (Malhação ID) |
| Melhor Programa | Melhor Apresentador(a) |
| - Caldeirão do Huck - (TV Globo) - Domingão do Faustão - (TV Globo) - Video Show - (TV Globo) - O Melhor do Brasil - (Record) - Domingo Legal - (SBT) - Programa Silvio Santos - (SBT)                                                | - Luciano Huck - (Caldeirão do Huck) - Ana Maria Braga - (Mais Você) - Rodrigo Faro - (O Melhor do Brasil) - Tiago Leifert - (Globo Esporte) - Marcelo Tas - (CQC) - Silvio Santos - (Programa Silvio Santos)                                                                              |
| Melhor Maquiagem | Melhor Figurino |
| - Pânico na TV - (RedeTV!) - Casseta & Planeta - (TV Globo) - Viver a Vida - (TV Globo) - Dalva e Herivelto: uma Canção de Amor - (TV Globo) - A Cura - (TV Globo) - Separação?! - (TV Globo)                                         | - Passione - (TV Globo) - Ti Ti Ti - (TV Globo) - Dalva e Herivelto: uma Canção de Amor - (TV Globo) - Viver a Vida - (TV Globo) - Malhação ID - (TV Globo) - A História de Ester - (Record)                                                                                               |

### 2011
O Prêmio Extra de Televisão de 2011 foi a 14ª edição do prêmio realizado pela revista Extra, premiando os melhores daquele ano.
| Melhor Novela | Melhor Série |
| --- | --- |
| - Cordel Encantado - (TV Globo) - Araguaia - (TV Globo) - Insensato Coração - (TV Globo) - Morde & Assopra - (TV Globo) - O Astro - (TV Globo) - Rebelde - (Record) | - Tapas & Beijos - (TV Globo) - A Grande Família - (TV Globo) - A Mulher Invisível - (TV Globo) - Divã - (TV Globo) - Macho Man - (TV Globo) - Sansão & Dalila - (Record)                                                  |
| Melhor Atriz | Melhor Ator |
| - Andréa Beltrão - (Tapas & Beijos) - Alinne Moraes - (O Astro) - Carolina Ferraz - (O Astro) - Cleo Pires - (Araguaia) - Glória Pires - (Insensato Coração) - Cássia Kis Magro - (Morde & Assopra) | - Gabriel Braga Nunes - (Insensato Coração) - Bruno Gagliasso - (Cordel Encantado) - Cauã Reymond - (Cordel Encantado) - Jorge Fernando - (Macho Man) - Rodrigo Lombardi - (O Astro) - Selton Mello - (A Mulher Invisível) |
| Melhor Atriz Coadjuvante | Melhor Ator Coadjuvante |
| - Deborah Secco - (Insensato Coração) - Ana Lúcia Torre - (Insensato Coração) - Cristiana Oliveira - (Insensato Coração) - Deborah Evelyn - (Insensato Coração) - Vanessa Giácomo - (Morde & Assopra) - Zezé Polessa - (Cordel Encantado)                                                                                 | - André Gonçalves - (Morde & Assopra) - Herson Capri - (Insensato Coração) - Humberto Martins - (O Astro) - Marcos Caruso - (Cordel Encantado) - Otaviano Costa - (Morde & Assopra) - Ricardo Tozzi - (Insensato Coração)  |
| Melhor Revelação Feminina | Melhor Revelação Masculina |
| - Thalita Carauta - (Zorra Total) - Giovanna Lancellotti - (Insensato Coração) - Lua Blanco - (Rebelde) - Luana Martau - (Cordel Encantado) - Natalia Klein - (Macho Man) - Vera Mancini - (Morde & Assopra) | - Chay Suede - (Rebelde) - Juliano Cazarré - (Insensato Coração) - Klebber Toledo - (Morde & Assopra) - Domingos Montagner - (Cordel Encantado) - Paulo Gustavo - (Divã) - Rodrigo Sant' Anna - (Zorra Total)              |
| Melhor Tema Musical | Melhor Programa |
| - "Entre Tapas e Beijos" - (Banda Calypso - Tapas & Beijos) - "Rebelde para Sempre" - (Rebeldes - Rebelde) - "Satisfaction" - (Frejat - Insensato Coração) - "Bijuterias" - (João Bosco - O Astro) - "Amar Não é Pecado" - (Luan Santana - Morde & Assopra) - "Princesa" - (Gilberto Gil & Roberta Sá - Cordel Encantado) | - Caldeirão do Huck - (TV Globo) - Amor & Sexo - (TV Globo) - Esquenta! - (TV Globo) - Profissão Repórter - (TV Globo) - Programa Silvio Santos - (SBT) - TV Xuxa - (TV Globo)                                             |
| Humor | Apresentador/Repórter Esportivo |
| - Zorra Total - (TV Globo) - A Praça é Nossa - (SBT) - Comédia MTV - (MTV Brasil) - Os Caras de Pau - (TV Globo) - Custe o Que Custar - (Rede Bandeirantes) - Pânico na TV - (RedeTV!) | - Tiago Leifert - Clayton Conservani - Galvão Bueno - Renata Fan - Tadeu Schmidt - Tande |
| Melhor Figurino | Melhor Maquiagem |
| - Cordel Encantado - Amor & Sexo - Insensato Coração - O Astro - Rebelde - Sansão & Dalila | - Pânico na TV - Cordel Encantado - Macho Man - Morde & Assopra - Sansão & Dalila - Zorra Total |

### 2012
O Prêmio Extra de Televisão de 2012 foi a 15ª edição do prêmio realizado pelo jornal Extra, premiando os melhores daquele ano.
| Melhor Novela | Humor ou Série |
| --- | --- |
| - Avenida Brasil - (TV Globo) - Amor Eterno Amor - (TV Globo) - A Vida da Gente - (TV Globo) - Cheias de Charme - (TV Globo) - Fina Estampa - (TV Globo) - Gabriela - (TV Globo) | - Tapas & Beijos - (TV Globo) - A Praça é Nossa - (SBT) - A Grande Família - (TV Globo) - Pânico na Band - (Rede Bandeirantes) - Custe o Que Custar - (Rede Bandeirantes) - Zorra Total - (TV Globo)               |
| Melhor Atriz | Melhor Ator |
| - Adriana Esteves - (Avenida Brasil) - Cláudia Abreu - (Cheias de Charme) - Christiane Torloni - (Fina Estampa) - Debora Falabella - (Avenida Brasil) - Marjorie Estiano - (A Vida da Gente) - Taís Araújo - (Cheias de Charme) | - Marcelo Serrado - (Fina Estampa) - Antonio Fagundes - (Gabriela) - Cauã Reymond - (Avenida Brasil) - Marcelo Novaes - (Avenida Brasil) - Murilo Benício - (Avenida Brasil) - Ricardo Tozzi - (Cheias de Charme)  |
| Melhor Atriz Coadjuvante | Melhor Ator Coadjuvante |
| - Isis Valverde - (Avenida Brasil) - Carolina Dieckmann - (Fina Estampa) - Eliane Giardini - (Avenida Brasil) - Heloísa Perissé - (Avenida Brasil) - Letícia Isnard - (Avenida Brasil) - Vera Holtz - (Avenida Brasil) | - José de Abreu - (Avenida Brasil) - Alexandre Borges - (Avenida Brasil) - José Wilker - (Gabriela) - Juliano Cazarré - (Avenida Brasil) - Marcos Caruso - (Avenida Brasil) - Marcos Palmeira - (Cheias de Charme) |
| Melhor Revelação | Revelação Infantil |
| - Cacau Protásio - (Avenida Brasil) - Bruno Gissoni - (Avenida Brasil) - Daniel Rocha - (Avenida Brasil) - Daniela Fontan - (Amor Eterno Amor) - José Loreto - (Avenida Brasil) - Titina Medeiros - (Cheias de Charme) | - Mel Maia - (Avenida Brasil) - Ana Karolina Lannes - (Avenida Brasil) - Jean Paulo Campos - (Carrossel) - Jesuela Moro - (A Vida da Gente) - Júlia Gomes - (Amor Eterno Amor) - Larissa Manoela - (Carrossel)     |
| Melhor Tema Musical | Estreia do Ano |
| - "Vida de Empreguete", Empreguetes - (Cheias de Charme) - "Correndo Atrás de Mim", Aviões do Forró - (Avenida Brasil) - "Ex Mai Love", Gaby Amarantos - (Cheias de Charme) - "Assim Mata o Papai", Sorriso Maroto - (Avenida Brasil) - "Vem Dançar com Tudo", Robson Moura e Lino Krizz - (Avenida Brasil) - "Depois", Marisa Monte - (Avenida Brasil) | - The Voice Brasil - (TV Globo) - Encontro com Fátima Bernardes - (TV Globo) - Louco por Elas - (TV Globo) - Mulheres Ricas - (Rede Bandeirantes) - Na Moral - (TV Globo) - Programa da Tarde - (Record)           |
| Melhor Apresentador | Ídolo Teen |
| - Luciano Huck - (Caldeirão do Huck) - Fernanda Lima - (Amor & Sexo) - Fátima Bernardes - (Encontro com Fátima Bernardes) - Pedro Bial - (Na Moral) - Regina Casé - (Esquenta!) - Rodrigo Faro - (O Melhor do Brasil) | - Isabelle Drummond - (Cheias de Charme) - Alice Wegmann - (Malhação: Intensa como a Vida) - Arthur Aguiar - (Rebelde) - Fiuk - (Aquele Beijo) - Lua Blanco - (Rebelde) - Caio Castro - (Fina Estampa)             |
| Melhor Figurino | Melhor Maquiagem |
| - Cheias de Charme - (TV Globo) - Avenida Brasil - (TV Globo) - Dercy de Verdade - (TV Globo) - Fina Estampa - (TV Globo) - Gabriela - (TV Globo) - Rei Davi - (Record) | - Cheias de Charme - (TV Globo) - Casseta & Planeta Vai Fundo - (TV Globo) - Gabriela - (TV Globo) - Pânico na Band - (Rede Bandeirantes) - Rei Davi - (Record) - Zorra Total - (TV Globo)                         |
| Personalidade do Esporte | |
| - Tadeu Schmidt - Alex Escobar - Flavio Canto - Glenda Kozlowski - Luis Roberto - Milena Ceribelli | |

### 2013
O Prêmio Extra de Televisão de 2013 foi a 16ª edição do prêmio realizado pelo jornal Extra, premiando os melhores daquele ano.
| Melhor Novela | Programa ou Série de Humor |
| --- | --- |
| - Amor à Vida - (Walcyr Carrasco) - Flor do Caribe - (Walther Negrão) - Lado a lado - (João Ximenes Braga e Claudia Lage) - Salve Jorge - (Glória Perez) - Sangue Bom - (Maria Adelaide Amaral e Vincent Villari) - Saramandaia - (Ricardo Linhares) | - Tapas & Beijos - (Cláudio Paiva) - Agora é Tarde - (Danilo Gentili) - A Grande Família - (Oduvaldo Vianna Filho e Armando Costa) - Pânico na Band - (Emílio Surita, Marcos Chiesa e Tutinha) - Pé na Cova - (Miguel Falabella) - Zorra Total - (Maurício Sherman) |
| Melhor Atriz | Melhor Ator |
| - Giovanna Antonelli - (Salve Jorge) - Giulia Gam - (Sangue Bom) - Nanda Costa - (Salve Jorge) - Paolla Oliveira - (Amor à Vida) - Sophie Charlotte - (Sangue Bom) - Susana Vieira - (Amor à Vida)                                                   | - Mateus Solano - (Amor à Vida) - Antonio Fagundes - (Amor à Vida) - Lázaro Ramos - (Lado a Lado) - Malvino Salvador - (Amor à Vida) - Marco Pigossi - (Sangue Bom) - Thiago Fragoso - (Lado a Lado)                                                                |
| Melhor Atriz Coadjuvante | Melhor Ator Coadjuvante |
| - Elizabeth Savalla - (Amor à Vida) - Bianca Rinaldi - (José do Egito) - Fernanda Machado - (Amor à Vida) - Patrícia Pillar - (Lado a Lado) - Totia Meirelles - (Salve Jorge) - Vanessa Giácomo - (Amor à Vida)                                      | - Alexandre Nero - (Salve Jorge) - Anderson Di Rizzi - (Amor à Vida) - Joaquim Lopes - (Sangue Bom) - José Loreto - (Flor do Caribe) - Luís Mello - (Amor à Vida) - Nando Cunha - (Salve Jorge)                                                                     |
| Melhor Atriz Revelação | Melhor Ator Revelação |
| - Tatá Werneck - (Amor à Vida) - Dani Moreno - (Salve Jorge) - Maria Casadevall - (Amor à Vida) - Mart'nália - (Pé na Cova) - Solange Badim - (Salve Jorge) - Thammy Miranda - (Salve Jorge)                                                         | - Adriano Garib - (Salve Jorge) - Gregório Duvivier - (Louco por Elas) - Josafá Filho - (Sangue Bom) - José Henrique Ligabue - (Flor do Caribe) - Sergio Guizé - (Saramandaia) - Tiago Abravanel - (Salve Jorge)                                                    |
| Melhor Ator/Atriz Mirim | Melhor Tema Musical |
| - Klara Castanho - (Amor à Vida) - Giovanna Grigio - (Chiquititas) - Kíria Malheiros - (Salve Jorge) - Laura Barreto - (Louco por Elas) - Luiz Felipe Mello - (Salve Jorge) - Victor Figueiredo - (Flor do Caribe)                                   | - "Esse Cara Sou Eu" (Roberto Carlos - Salve Jorge) - "Dança Sensual" (MC Koringa - Salve Jorge) - "Maravida" (Daniel - Amor à Vida) - "Meiga e Abusada" (Anitta - Amor à Vida) - "Piradinha" (Gabriel Valim - Amor à Vida) - "Vagalumes" (Pollo - Sangue Bom)      |
| Melhor Apresentador | Ídolo Teen |
| - Luciano Huck - (Caldeirão do Huck) - Danilo Gentili - (Agora É Tarde) - Fátima Bernardes - (Encontro com Fátima Bernardes) - Faustão - (Domingão do Faustão) - Regina Casé - (Esquenta!) - Rodrigo Faro - (O Melhor do Brasil)                     | - Caio Castro - (Amor à Vida) - Bruna Marquezine - (Salve Jorge) - Hanna Romanazzi - (Malhação Casa Cheia) - Juliana Paiva - (Malhação: Intensa como a Vida) - Luane Dias - (Esquenta!) - Rodrigo Simas - (Malhação: Intensa como a Vida)                           |
| Melhor Figurino | Melhor Maquiagem |
| - Lado a Lado - (TV Globo) - Guerra dos Sexos - (TV Globo) - O Canto da Sereia - (TV Globo) - Pé na Cova - (TV Globo) - José do Egito - (Record) - Saramandaia - (TV Globo)                                                                          | - Saramandaia - (TV Globo) - José do Egito - (Record) - Lado a Lado - (TV Globo) - Pânico na Band - (Rede Bandeirantes) - Pé na Cova - (TV Globo) - Zorra Total - (TV Globo)                                                                                        |
| Personalidade do Esporte | |
| - Tadeu Schmidt - Alex Escobar - Caio - Edmundo - Fernanda Gentil - Luis Roberto | |

### 2014
O Prêmio Extra de Televisão de 2014 foi a 17ª edição do prêmio realizado pelo jornal Extra, premiando os melhores daquele ano. A cerimonia aconteceu no dia 11 de novembro no Vivo Rio e a homenageada da noite foi a atriz Fernanda Montenegro.
| Melhor Novela | Melhor Série |
| --- | --- |
| - Império - (TV Globo) - Boogie Oogie - (TV Globo) - Em Família - (TV Globo) - Joia Rara - (TV Globo) - Meu Pedacinho de Chão - (TV Globo) - O Rebu - (TV Globo) | - Amores Roubados - (TV Globo) - A Teia - (TV Globo) - Doce de Mãe - (TV Globo) - Dupla Identidade - (TV Globo) - Milagres de Jesus - (Record) - O Caçador - (TV Globo) |
| Melhor Atriz | Melhor Ator |
| - Lília Cabral - (Império) - Bruna Marquezine - (Em Família) - Drica Moraes - (Império) - Isis Valverde - (Boogie Oogie) - Julia Lemmertz - (Em Família) - Juliana Paes - (Meu Pedacinho de Chão)                                                                                        | - Alexandre Nero - (Império) - Cauã Reymond - (Amores Roubados) - Chay Suede - (Império) - Humberto Martins - (Em Família) - Irandhir Santos - (Meu Pedacinho de Chão) - Osmar Prado - (Meu Pedacinho de Chão)                                                                          |
| Melhor Atriz Coadjuvante | Melhor Ator Coadjuvante |
| - Giovanna Antonelli - (Em Família) - Cássia Kiss Magro - (O Rebu) - Deborah Secco - (Boogie Oogie) - Dira Paes - (Amores Roubados) - Marina Ruy Barbosa - (Império) - Vanessa Gerbelli - (Em Família)                                                                                   | - Aílton Graça - (Império) - José Mayer - (Império) - Luís Miranda - (Geração Brasil) - Marcello Melo Jr. - (Em Família) - Paulo Vilhena - (Império) - Rodrigo Pandolfo - (Geração Brasil)                                                                                              |
| Melhor Revelação | Melhor Ator/Atriz Mirim |
| - Viviane Araújo - (Império) - Dani Barros - (Império) - Igor Angelkorte - (Além do Horizonte) - Jesuíta Barbosa - (Amores Roubados) - Nando Rodrigues - (Em Família) - Paula Barbosa - (Meu Pedacinho de Chão)                                                                          | - Mel Maia - (Joia Rara) - Gabriel Palhares - (Geração Brasil) - Giovanna Rispoli - (Boogie Oogie) - JP Rufino - (Além do Horizonte) - Julia Gomes - (Chiquititas) - Tomás Sampaio - (Meu Pedacinho de Chão)                                                                            |
| Melhor Música de Novela | Melhor Programa de Humor |
| - "Lucy in the Sky with Diamonds", Dan Torres - (Império) - "Além do Horizonte", Erasmo Carlos - (Além do Horizonte) - "Dona", Alex Cohen - (Império) - "País do Futebol", MC Guimê - (Geração Brasil) - "Só Vejo Você", Tânia Mara - (Em Família) - "Zen", Anitta - (Além do Horizonte) | - Tapas & Beijos - (TV Globo) - Tá no Ar: a TV na TV - (TV Globo) - Tudo Pela Audiência - (TV Globo) - Vai que Cola - (Multishow) - Pé na Cova - (TV Globo) - Zorra Total - (TV Globo)                                                                                                  |
| Melhor Programa | Melhor Apresentador |
| - The Voice Brasil - (TV Globo) - Altas Horas - (TV Globo) - Amor & Sexo - (TV Globo) - Esquenta! - (TV Globo) - Música Boa Ao Vivo - (Multishow) - The Noite - (SBT) | - Fernanda Lima - (Amor & Sexo - TV Globo) - Danilo Gentili - (The Noite - SBT) - Fátima Bernardes - (Encontro com Fátima Bernardes - TV Globo) - Luciano Huck - (Caldeirão do Huck - TV Globo) - Regina Casé - (Esquenta! - TV Globo) - Silvio Santos - (Programa Silvio Santos - SBT) |
| Melhor Figurino | Melhor Maquiagem |
| - - Meu Pedacinho de Chão - (TV Globo) - Boogie Oogie - (TV Globo) - Geração Brasil - (TV Globo) - Joia Rara - (TV Globo) - O Rebu - (TV Globo) - Milagres de Jesus - (Record) | - Meu Pedacinho de Chão - (TV Globo) - Joia Rara - (TV Globo) - Milagres de Jesus - (Record) - Pânico na Band - (Rede Bandeirantes) - Tá no Ar: a TV na TV - (TV Globo) - Zorra Total - (TV Globo)                                                                                      |
| Personalidade do Esporte | |
| - Fernanda Gentil - (Globo Esporte) - Alex Escobar - (Globo Esporte) - Denílson - (Jogo Aberto) - Flávio Canto - (Corujão do Esporte) - Galvão Bueno - (Copa do Mundo FIFA de 2014) - Tiago Leifert - (Globo Esporte)                                                                    | |

### 2015
O Prêmio Extra de Televisão de 2015 foi a 18ª edição do prêmio realizado pelo jornal carioca Extra, premiando os melhores daquele ano. A cerimonia aconteceu no dia 17 de novembro no Vivo Rio.
A grande vencedora da noite foi a novela Verdades Secretas, com 6 prêmios, incluindo melhor novela, ator e atriz.
| Melhor Novela | Melhor Série |
| --- | --- |
| - Verdades Secretas - (Walcyr Carrasco) - Além do Tempo - (Elizabeth Jhin) - A Regra do Jogo - (João Emanuel Carneiro) - Babilônia - (Gilberto Braga, Ricardo Linhares e João Ximenes Braga) - Os Dez Mandamentos - (Vívian de Oliveira) - Sete Vidas - (Lícia Manzo) | - Felizes para Sempre? - (Euclydes Marinho) - Amorteamo - (Cláudio Paiva, Guel Arraes e Newton Moreno) - Conselho Tutelar - (Marco Borges e Carlos de Andrade) - Mister Brau - (Jorge Furtado) - Os Experientes - (Quico Meirelles) - Questão de Família - (Rodrigo Lages)                   |
| Melhor Atriz | Melhor Ator |
| - Marieta Severo - (Verdades Secretas) - Giovanna Antonelli - (A Regra do Jogo) - Glória Pires - (Babilônia) - Irene Ravache - (Além do Tempo) - Paolla Oliveira - (Felizes para Sempre?) - Vanessa Giácomo - (A Regra do Jogo)                                       | - Rodrigo Lombardi - (Verdades Secretas) - Alexandre Nero - (A Regra do Jogo) - Caio Castro - (I Love Paraisópolis) - Cauã Reymond - (A Regra do Jogo) - Enrique Diaz - (Felizes para Sempre?) - Tony Ramos - (A Regra do Jogo)                                                              |
| Melhor Atriz Coadjuvante | Melhor Ator Coadjuvante |
| - Grazi Massafera - (Verdades Secretas) - Agatha Moreira - (Verdades Secretas) - Ana Beatriz Nogueira - (Além do Tempo) - Cássia Kis Magro - (A Regra do Jogo) - Cláudia Raia - (Alto Astral) - Regina Duarte - (Sete Vidas)                                          | - Rainer Cadete - (Verdades Secretas) - Eduardo Moscovis - (A Regra do Jogo) - João Miguel - (Felizes para Sempre?) - Marcos Palmeira - (Babilônia) - Tonico Pereira - (A Regra do Jogo) - Zécarlos Machado - (Os Dez Mandamentos)                                                           |
| Revelação Feminina | Revelação Masculina |
| - Camila Queiroz - (Verdades Secretas) - Arianne Botelho - (Amorteamo) - Carla Cristina - (A Regra do Jogo) - Flora Diegues - (Além do Tempo) - Isabella Santoni - (Malhação Sonhos) - Letícia Lima - (A Regra do Jogo)                                               | - Rafael Vitti - (Malhação Sonhos) - André Lodi - (I Love Paraisópolis) - Conrado Caputto - (Alto Astral) - Ghilherme Lobo - (Sete Vidas) - João Baldasserini - (Felizes para Sempre?) - Lucas Lucco - (Malhação: Seu Lugar no Mundo)                                                        |
| Melhor Ator/Atriz Mirim | Tema de Novela |
| - Mel Maia - (Além do Tempo) - Gabriel Palhares - (Sete Vidas) - JP Rufino - (Alto Astral) - Larissa Manoela - (Cúmplices de um Resgate) - Sabrina Nonata - (Babilônia) - Xande Valois - (Babilônia)                                                                  | - "A Noite", Tiê - (I Love Paraisópolis) - "Agora Só Falta Você", Pitty - (Malhação Sonhos) - "Diz pra Mim", Malta - (Alto Astral) - "Juízo Final", Alcione - (A Regra do Jogo) - "Na Batida", Anitta - (Alto Astral) - "Pra que Chorar?", Mart'nália - (Babilônia)                          |
| Melhor Programa | Melhor Apresentador |
| - Vídeo Show - (TV Globo) - Altas Horas - (TV Globo) - Encontro com Fátima Bernardes - (TV Globo) - Mais Você - (TV Globo) - MasterChef - (Rede Bandeirantes) - Superbonita - (GNT)                                                                                   | - Monica Iozzi - (Vídeo Show - TV Globo) - Fátima Bernardes - (Encontro com Fátima Bernardes - TV Globo) - Luciano Huck - (Caldeirão do Huck - TV Globo) - Otaviano Costa - (Vídeo Show - TV Globo) - Rodrigo Faro - (Hora do Faro - Record) - Tiago Leifert - (The Voice Brasil - TV Globo) |
| Melhor Programa de Humor | |
| - Vai que Cola - (Multishow) - Chapa Quente - (TV Globo) - Tá no Ar: a TV na TV - (TV Globo) - Tapas & Beijos - (TV Globo) - Tudo pela Audiência - (Multishow) - Zorra - (TV Globo)                                                                                   | |

### 2016
O Prêmio Extra de Televisão de 2016 foi a 19ª edição do prêmio realizado pelo jornal carioca Extra, premiando os melhores daquele ano. A cerimonia aconteceu no dia 29 de novembro no Vivo Rio.
Foi apresentado pelos atores Tatá Werneck e Gabriel Godoy e a homenageada da noite foi a atriz Gloria Pires.
| Melhor Novela | Melhor Série |
| --- | --- |
| - Êta Mundo Bom! - (TV Globo) - Escrava Mãe - (Record) - Haja Coração - (TV Globo) - Liberdade, Liberdade - (TV Globo) - Totalmente Demais - (TV Globo) - Velho Chico - (TV Globo)                                                                     | - Justiça - (TV Globo) - A Garota da Moto - (SBT) - Chapa Quente - (TV Globo) - Ligações Perigosas - (TV Globo) - Mister Brau - (TV Globo) - Supermax - (TV Globo) |
| Melhor Atriz | Melhor Ator |
| - Adriana Esteves - (Justiça) - Andreia Horta - (Liberdade, Liberdade) - Camila Pitanga - (Velho Chico) - Débora Bloch - (Justiça) - Marina Ruy Barbosa - (Totalmente Demais) - Tatá Werneck - (Haja Coração)                                          | - Domingos Montagner - (Velho Chico) - Felipe Simas - (Totalmente Demais) - Jesuíta Barbosa - (Justiça) - João Baldasserini - (Haja Coração) - Rodrigo Santoro - (Velho Chico) - Sérgio Guizé - (Êta Mundo Bom!) |
| Melhor Atriz Coadjuvante | Melhor Ator Coadjuvante |
| - Selma Egrei - (Velho Chico) - Camila Queiroz - (Êta Mundo Bom!) - Juliana Paiva - (Totalmente Demais) - Leandra Leal - (Justiça) - Nathalia Dill - (Liberdade, Liberdade) - Sabrina Petraglia - (Haja Coração)                                       | - Irandhir Santos - (Velho Chico) - Anderson Di Rizzi - (Êta Mundo Bom!) - Enrique Diaz - (Justiça) - Gabriel Godoy - (Haja Coração) - Marco Nanini - (Êta Mundo Bom!) - Marco Ricca - (Liberdade, Liberdade) |
| Revelação Feminina | Revelação Masculina |
| - Lucy Alves - (Velho Chico) - Amanda de Godoi - (Malhação: Seu Lugar no Mundo) - Camila Márdila - (Justiça) - Giullia Buscacio - (Velho Chico) - Lellêzinha - (Totalmente Demais) - Mariene de Castro - (Velho Chico)                                 | - Lee Taylor - (Velho Chico) - Francisco Vitti - (Malhação: Seu Lugar no Mundo) - Nicolas Prattes - (Malhação: Seu Lugar no Mundo) - Pablo Sanábio - (Totalmente Demais) - Pedro Carvalho - (Escrava Mãe) - Renato Góes - (Velho Chico) |
| Melhor Ator/Atriz Mirim | Tema de Novela |
| - Gabriel Palhares - (Liberdade, Liberdade) - Giovanna Rispoli - (Totalmente Demais) - João Guilherme Ávila - (Cúmplices de um Resgate) - Larissa Manoela - (Cúmplices de um Resgate) - Tobias Carrieres - (Justiça) - Xande Valois - (Êta Mundo Bom!) | - "O Farol", de Ivete Sangalo - (Haja Coração) - "Cúmplices de um Resgate", de Larissa Manoela - (Cúmplices de um Resgate) - "Mortal Loucura", de Maria Bethânia - (Velho Chico) - "Não Me Deixe Sozinho", de Nego do Borel - (Malhação: Seu Lugar no Mundo) - "O Sanfoneiro Só Tocava Isso", de Suricato - (Êta Mundo Bom!) - "Totalmente Demais", de Anitta - (Totalmente Demais) |
| Melhor Programa | Melhor Apresentador |
| - The Voice Kids - (TV Globo) - Amor & Sexo - (TV Globo) - Big Brother Brasil - (TV Globo) - MasterChef - (Rede Bandeirantes) - Programa do Jô - (TV Globo) - Tamanho Família - (TV Globo)                                                             | - Marcio Garcia - (Tamanho Família - TV Globo) - Fábio Porchat - (Programa do Porchat - Record) - Luciano Huck - (Caldeirão do Huck - TV Globo) - Pedro Bial - (Big Brother Brasil - TV Globo) - Tiago Leifert - (The Voice Kids - TV Globo) |
| Melhor Programa de Humor | |
| - Escolinha do Professor Raimundo - (Canal Viva) - 220 Volts - (Multishow) - A Praça É Nossa - (SBT) - Tá no Ar: a TV na TV - (TV Globo) - Vai que Cola - (Multishow) - Zorra - (TV Globo)                                                             | |

### 2017
O Prêmio Extra de Televisão de 2017 foi a 20ª edição do prêmio realizado pelo jornal carioca Extra, premiando os melhores daquele ano. Não houve cerimônia de premiação.
| Melhor Novela | Melhor Série |
| --- | --- |
| - A Força do Querer - (TV Globo) - Os Dias Eram Assim - (TV Globo) - Malhação: Viva a Diferença - (TV Globo) - Novo Mundo - (TV Globo) - Rock Story - (TV Globo) - Tempo de Amar - (TV Globo)                               | - Sob Pressão - (TV Globo) - Dois Irmãos - (TV Globo) - Filhos da Pátria - (TV Globo) - 1 Contra Todos - (Fox Brasil) - Mister Brau - (TV Globo) - Questão de Família - (GNT) |
| Melhor Atriz | Melhor Ator |
| - Juliana Paes - (A Força do Querer) - Alinne Moraes - (Rock Story) - Letícia Colin - (Novo Mundo) - Marjorie Estiano - (Sob Pressão) - Paolla Oliveira - (A Força do Querer) - Vera Holtz - (A Lei do Amor)                | - Emilio Dantas - (A Força do Querer) - Bruno Ferrari - (Tempo de Amar) - Caio Castro - (Novo Mundo) - Júlio Andrade - (Sob Pressão) - Renato Góes - (Os Dias Eram Assim) - Vladimir Brichta - (Rock Story) |
| Melhor Atriz Coadjuvante | Melhor Ator Coadjuvante |
| - Elizângela - (A Força do Querer) - Ingrid Guimarães - (Novo Mundo) - Julia Dalavia - (Os Dias Eram Assim) - Laura Cardoso - (Sol Nascente) - Marisa Orth - (Tempo de Amar) - Grazi Massafera - (A Lei do Amor)            | - Lucio Mauro Filho - (Malhação: Viva a Diferença) - Dan Stulbach - (A Força do Querer) - Herson Capri - (Rock Story) - Gabriel Leone - (Os Dias Eram Assim) - Guilherme Piva - (Novo Mundo) - Tony Ramos - (Tempo de Amar) |
| Revelação Feminina | Revelação Masculina |
| - Carol Duarte - (A Força do Querer) - Daphne Bozaski - (Malhação: Viva a Diferença) - Isabela Dragão - (Novo Mundo) - Rayanne Morais - (Belaventura) - Valentina Herszage - (Pega Pega) - Vitória Strada - (Tempo de Amar) | - Silvero Pereira - (A Força do Querer) - Danilo Grangheia - (A Lei do Amor) - Matheus Abreu - (Dois Irmãos) - Gabriel Sanches - (Pega Pega) - Roberto Cordovani - (Novo Mundo) - João Vicente de Castro - (Rock Story) |
| Melhor Ator/Atriz Mirim | Tema de Novela |
| - João Bravo - (A Força do Querer) - Lara Cariello - (Rock Story) - Letícia Braga - (Detetives do Prédio Azul) - Lorena Queiroz - (Carinha de Anjo) - Theo Lopes - (Novo Mundo) - Xande Valois - (Os Dias Eram Assim)       | - "Me Espera", Sandy e Tiago Iorc - (Rock Story) - "Maior", Dani Black e Milton Nascimento - (A Lei do Amor) - "Olha a Explosão", Kevinho - (A Força do Querer) - "Essa Mina É Louca", Anitta - (Pega Pega) - "De Toda Cor", Renato Luciano - (A Força do Querer) - "Aos Nossos Filhos", Sophie Charlotte, Daniel de Oliveira, Renato Góes, Gabriel Leone, Maria Casadevall - (Os Dias Eram Assim) |
| Melhor Programa | Melhor Apresentador(a) |
| - Lady Night - (Multishow) - Conversa com Bial - (TV Globo) - Dancing Brasil - (Record) - MasterChef - (Rede Bandeirantes) - Vai, Fernandinha - (Multishow) - Popstar - (TV Globo)                                          | - Tatá Werneck - (Lady Night - Multishow) - Fátima Bernardes - (Encontro com Fátima Bernardes - TV Globo) - Fábio Porchat - (Programa do Porchat - Record) - Fernanda Lima - (Amor & Sexo - TV Globo) - Pedro Bial - (Conversa com Bial - TV Globo) - Tiago Leifert - (Big Brother Brasil - TV Globo)                                                                                              |
| Melhor Programa de Humor | |
| - Escolinha do Professor Raimundo - (Canal Viva) - Os Trapalhões - (TV Globo) - A Praça É Nossa - (SBT) - Tá no Ar: a TV na TV - (TV Globo) - De Perto Ninguém é Normal - (GNT) - Zorra - (TV Globo)                        | |

### 2018
O Prêmio Extra de Televisão de 2018 foi a 21ª e última edição do prêmio realizado pelo jornal carioca Extra, premiando os melhores daquele ano. Não houve cerimônia de premiação, apenas resultado online.
| Melhor Novela | Melhor Série |
| --- | --- |
| - Espelho da Vida - (TV Globo) - Jesus - (Record) - Orgulho e Paixão - (TV Globo) - O Outro Lado do Paraíso - (TV Globo) - Segundo Sol - (TV Globo) - O Tempo Não Para - (TV Globo) | - Sob Pressão - (TV Globo) - Assédio - (Globoplay) - Carcereiros - (TV Globo) - Ilha de Ferro - (Globoplay) - Mister Brau - (TV Globo) - Pais de Primeira - (TV Globo) |
| Melhor Atriz | Melhor Ator |
| - Vitória Strada - (Espelho da Vida) - Alice Wegmann - (Onde Nascem os Fortes) - Alinne Moraes - (Espelho da Vida) - Bianca Bin - (O Outro Lado do Paraíso) - Juliana Paiva - (O Tempo Não Para) - Marieta Severo - (O Outro Lado do Paraíso)                                                                                   | - Rafael Cardoso - (O Outro Lado do Paraíso) - Edson Celulari - (O Tempo Não Para) - Emilio Dantas - (Segundo Sol) - Fábio Assunção - (Onde Nascem os Fortes) - Johnny Massaro - (Deus Salve o Rei) - Júlio Andrade - (Sob Pressão)                                           |
| Melhor Atriz Coadjuvante | Melhor Ator Coadjuvante |
| - Irene Ravache - (Espelho da Vida) - Day Mesquita - (Jesus) - Débora Bloch - (Onde Nascem os Fortes) - Fabiula Nascimento - (Segundo Sol) - Gabriela Duarte - (Orgulho e Paixão) - Letícia Colin - (Segundo Sol) | - Felipe Camargo - (Espelho da Vida) - Armando Babaioff - (Segundo Sol) - Chay Suede - (Segundo Sol) - Fabrício Boliveira - (Segundo Sol) - Jesuita Barbosa - (Onde Nascem os Fortes) - Rodrigo Simas - (Orgulho e Paixão)                                                    |
| Melhor Revelação | Melhor Ator/Atriz Mirim |
| - Kéfera Buchmann - (Espelho da Vida) - Claudia di Moura - (Segundo Sol) - Guilhermina Libanio - (Malhação: Vidas Brasileiras) - Kelzy Ecard - (Segundo Sol) - Thati Lopes - (Espelho da Vida) - Luis Lobianco - (Segundo Sol)                                                                                                  | - Clara Galinari - (Espelho da Vida) - Igor Jansen - (As Aventuras de Poliana) - JP Rufino - (Orgulho e Paixão) - Maria Luiza Galhano - (Espelho da Vida) - Sophia Valverde - (As Aventuras de Poliana) - Vítor Figueiredo - (O Outro Lado do Paraíso)                        |
| Melhor Programa | Melhor Apresentador |
| - Lady Night - (Multishow) - Choque de Cultura - (TV Globo) - Conversa com Bial - (TV Globo) - Popstar - (TV Globo) - Tá no Ar: a TV na TV - (TV Globo) - Vai, Fernandinha - (Multishow) | - Tatá Werneck - (Lady Night - Multishow) - Marcos Mion - (A Fazenda 10 - Record) - Fábio Porchat - (Programa do Porchat - Record) - Fernanda Lima - (Amor & Sexo - TV Globo) - Pedro Bial - (Conversa com Bial - TV Globo) - Tiago Leifert - (Big Brother Brasil - TV Globo) |
| Melhor Tema de Novela | |
| - "K.O.", Pabllo Vittar - (O Outro Lado do Paraíso) - "Areia", Sandy & Lucas Lima - (Malhação: Vidas Brasileiras) - "Axé Pelô", Emilio Dantas - (Segundo Sol) - "Doce Companhia", Lucy Alves - (Orgulho e Paixão) - "Minha Vida", Rita Lee - (Espelho da Vida) - "Sal na Pele", Luis Lobianco & Thalita Carauta - (Segundo Sol) | |

## Categorias

### Atuais
- Melhor Novela
- Melhor Série
- Melhor Atriz
- Melhor Ator
- Melhor Atriz Coadjuvante
- Melhor Ator Coadjuvante
- Melhor Revelação
- Melhor Ator/Atriz Mirim
- Melhor Tema de Novela
- Melhor Programa
- Melhor Apresentador

### Extintas
- Revelação Feminina
- Revelação Masculina
- Melhor Programa de Humor
- Personalidade do Esporte
- Melhor Maquiagem
- Melhor Figurino
- Ídolo teen
- Melhor programa de auditório
- Melhor apresentadora
- Estreia do ano
- Melhor Reality Show